# Ropica biroi
Ropica biroi är en skalbaggsart som beskrevs av Stefan von Breuning 1953. Ropica biroi ingår i släktet Ropica och familjen långhorningar. Inga underarter finns listade i Catalogue of Life.